# Торо (государство)
То́ро (англ. Tooro Kingdom) — восточно-африканское государство раннефеодального типа, существовавшее с XIX века по 1967 год и восстановленное в 1993 году. Территория Торо позднее вошла в состав Уганды. Одно из пяти традиционных королевств, расположенных в пределах границ Уганды.
Люди, проживающие в западной части Уганды (район межозёрья), относятся к народу Торо, и принадлежат группе банту, их язык также называется Торо. Численность их составляет около 898 тысяч человек.
Первоначально Торо включало районы Бундибуджио, Кабароле, Камвенге, Касесе и Кьенджоджо, которые являются частью западного региона Уганды. Однако, после восстановления статуса королевства в 1993 году, районы Бундибугё и Касее не являются частью Торо. В своем первоначальном состоянии Торо граничило с Демократической Республикой Конго на западе, Буньоро-Китара на севере, с угандийским королевством Буганда на востоке и с угандийским королевством Нколе на юге.
Официальный язык — английский. Также используются языки банту.

## История
Королевство Торо было частью большой империи Китары, под властью династии Бабито, которая восходит к XVI веку. Устная история гласит, что в 1830 году принц Омукама Кабойо Олими I, старший сын короля и наместник королевства Буньоро (Уньоро) Омукамы Буньоро Ньямутукуры Кюбамбе III, аннексировал южную провинцию королевства своего отца, отделился и основал собственное независимое королевство и объявил себя королём этой земли, известной как Торо.
С середины XIX века Торо находилось в зависимости от Буганды. В 1876 году было вновь поглощено королевством Буньоро-Китара, однако в 1891 году, вновь подтвердило свою номинальную независимость. В конце 1880-х годов король Буньоро Кабарега Чва II временно отвоевал Торо. Принц Торо Касагама, представитель правящей династии, бежал и был восстановлен на троне британскими колонизаторами во главе с Фредериком Лугардом и восстановлено в 1890-х годах в обмен на лояльность, снижение налогов и уступку прав на добычу минералов и лесные богатства британским компаниям. 
Таким образом, Торо оказалось под контролем Имперской британской восточно-африканской компании, а с 1894 года — непосредственно правительства Великобритании (официально британский протекторат провозглашён в 1896 году). С июля 1900 года по итогу соглашения с Великобританией территория королевства Торо вошла в английский протекторат Уганда. В колониальные времена королевство Торо было подчинено африканским местным правительствам.
В 1967 году правительством Уганды во главе с антимонархически настроенным Милтон Оботе монархия Торо была отменена, но уже в 1993 году при президенте Уганды Мусевени вновь восстановлена. Некоторые представители местной верхушки получают общенациональные должности: так, принцесса Елизавета была министром иностранных дел и послом в ряде стран.
В настоящее время пять королевств Уганды (Буганда, Торо, Буньоро, Бусога, Рвензуруру) представляют собой параллельную административную систему, распространяющуюся на южные и центральные территории Уганды, населенные народами банту. Королевства имеют права культурных автономий.
Нынешний король (Омукама Торо) — Рукиди IV.
Традиционные политические институты унаследованы от Буньоро, как-то омукама (верховный правитель или король) и иерархия вождей. Население отправляло культ духов легендарных царей-бачвези. Парламент Королевства Торо, изначально совет вождей при правителе, называется рурукато. Премьер-министр носит имя омухикирва. После восстановления Королевства в 1993 году ни одно из этих учреждений не имеет реальной власти. Королевство Торо стремится к автономии и превращению Уганды в федерацию.
Основа традиционного хозяйства — сочетание земледелия (бананы, просо, кукуруза) со скотоводством (горбатый санга). Две квазикастовые группы — скотоводы-хима (более светлокожее аристократическое меньшинство) и земледельцы-иру.
Австрийский художник Фриденсрайх Хундертвассер (1928–2000) провёл некоторое время в 1960-х годах в Торо, где написал ряд работ и назвал их в честь королевства. 